# Рунгурська сільська рада
| Рунгурська сільська рада — орган місцевого самоврядування у Коломийському районі Івано-Франківської області з адміністративним центром у с. Рунгури. Івано-Франківська обласна Рада народних депутатів рішенням від 2 грудня 1993 року перейменувала Новомарківську сільраду на Рунгурську Історична дата утворення: в 1940 році. Водоймища на території, підпорядкованій даній раді: річка Сопівка. Сільській раді підпорядковані населені пункти: - с. Рунгури |

## Склад ради
Рада складається з 20 депутатів та голови.

### Керівний склад ради
| ПІБ                      | Основні відомості                                                             | Дата обрання | Дата звільнення |
| ------------------------ | ----------------------------------------------------------------------------- | ------------ | --------------- |
| Фенин Василь Миколайович | Сільський голова, 1966 року народження, освіта                                | 26.03.2006   | 31.10.2010      |
| Фенин Василь Миколайович | Сільський голова, 1966 року народження, освіта середня загальна, безпартійний | 31.10.2010   |                 |

Примітка: таблиця складена за даними джерела